# اسبيغان (كورك وناريتش)
اسبیغان (بالفارسية: اسپیگان) هي قرية تقع في إيران في البلدة المركزية. يقدر عدد سكانها بـ 3,449 نسمة .